# Savo Milošević
Savo Milošević (sârbă Саво Милошевић, sr[sǎʋo milǒːʃeʋit͡ɕ]; n. 2 septembrie 1973, Bijeljina, Iugoslavia) este un fotbalist sârb retras din activitate, care a jucat pe post de atacant la echipe ca Parma, Osasuna și Partizan. Pe plan internațional, are prezențe la națională pentru Serbia și Republica Federală Iugoslavia. După încheierea carierei, a devenit antrenor, și antrenează în prezent pe Echipa națională de fotbal a Bosniei-Herțegovina.
După ce s-a remarcat la FK Partizan, el s-a transferat la Aston Villa, unde a petrecut o bună perioadă de timp. Următorul deceniu l-a petrecut evoluând în Spania, la 4 cluburi, însumând un total de 241 de meciuri și 91 de goluri în La Liga, și aproape 300 de goluri oficiale într-o carieră de 16 ani.
La nivel internațional, Milošević a jucat pentru naționala RF Iugoslavia (redenumită ulterior în Serbia și Muntenegru), adunând peste 100 de selecții la ambele echipe combinat, și jucând la 2 Campionate Mondiale și la un Campionatul European de Fotbal, unde a obținut Gheata de Aur la Euro 2000.

## Statistici carieră

### Club
| Club          | Sezon         | Campionat | Campionat | Cupă    | Cupă   | Cupa Ligii | Cupa Ligii | Continental | Continental | Altele  | Altele | Total   | Total  |
| Club          | Sezon         | Meciuri   | Goluri    | Meciuri | Goluri | Meciuri    | Goluri     | Meciuri     | Goluri      | Meciuri | Goluri | Meciuri | Goluri |
| ------------- | ------------- | --------- | --------- | ------- | ------ | ---------- | ---------- | ----------- | ----------- | ------- | ------ | ------- | ------ |
| Partizan      | 1992–93       | 31        | 14        |         |        | –          | –          | 0           | 0           |         |        |         |        |
| Partizan      | 1993–94       | 32        | 21        |         |        | –          | –          | 0           | 0           |         |        |         |        |
| Partizan      | 1994–95       | 35        | 30        |         |        | –          | –          | 0           | 0           |         |        |         |        |
| Aston Villa   | 1995–96       | 37        | 12        |         |        |            |            |             |             |         |        |         |        |
| Aston Villa   | 1996–97       | 30        | 10        |         |        |            |            |             |             |         |        |         |        |
| Aston Villa   | 1997–98       | 23        | 7         |         |        |            |            |             |             |         |        |         |        |
| Zaragoza      | 1998–99       | 35        | 17        | 2       | 1      | –          | –          | -           | -           | -       | -      | 37      | 18     |
| Zaragoza      | 1999–00       | 37        | 21        | 5       | 1      | –          | –          | -           | -           | -       | -      | 42      | 22     |
| Parma         | 2000–01       | 21        | 8         |         |        | –          | –          |             |             |         |        |         |        |
| Parma         | 2001–02       | 10        | 1         |         |        | –          | –          |             |             |         |        |         |        |
| Zaragoza      | 2001–02       | 16        | 6         | 0       | 0      | –          | –          | 0           | 0           | 0       | 0      | 16      | 6      |
| Espanyol      | 2002–03       | 34        | 12        | 1       | 0      | –          | –          | -           | -           | -       | -      | 35      | 12     |
| Celta         | 2003–04       | 37        | 14        | 5       | 1      | –          | –          | 9           | 1           | -       | -      | 51      | 16     |
| Osasuna       | 2004–05       | 27        | 6         | 7       | 0      | –          | –          | -           | -           | -       | -      | 34      | 6      |
| Osasuna       | 2005–06       | 32        | 11        | 0       | 0      | –          | –          | 2           | 1           | -       | -      | 34      | 12     |
| Osasuna       | 2006–07       | 23        | 4         | 1       | 0      | –          | –          | 12          | 0           | -       | -      | 36      | 4      |
| Rubin Kazan   | 2008          | 16        | 3         |         |        | –          | –          |             |             |         |        |         |        |
| Total carieră | Total carieră | 476       | 197       |         |        |            |            |             |             |         |        |         |        |

### Internațional
| Serbia | Serbia  | Serbia |
| An     | Meciuri | Goluri |
| ------ | ------- | ------ |
| 1994   | 1       | 0      |
| 1995   | 7       | 4      |
| 1996   | 7       | 5      |
| 1997   | 9       | 5      |
| 1998   | 11      | 2      |
| 1999   | 7       | 4      |
| 2000   | 12      | 6      |
| 2001   | 8       | 5      |
| 2002   | 9       | 1      |
| 2003   | 10      | 1      |
| 2004   | 7       | 2      |
| 2005   | 8       | 0      |
| 2006   | 5       | 0      |
| 2007   | 0       | 0      |
| 2008   | 1       | 2      |
| Total  | 102     | 37     |

## Palmares

### Club
- FK Partizan:
  - Prima Ligă Iugoslavă: 1992–93, 1993–94
  - Cupa Iugoslaviei: 1993–94

- Aston Villa:
  - Football League Cup: 1995–96

- Rubin Kazan:
  - Prima Ligă Rusă: 2008

### Individual
- Golgheter în Prima Ligă Iugoslavă: 1994, 1995
- Euro 2000: Golden Boot, Team of the Tournament